# Anthony Huguenin
Anthony Huguenin (* 27. Dezember 1991 in Couvet) ist ein Schweizer Eishockeyspieler, der seit der Saison 2023/24 beim HC La Chaux-de-Fonds unter Vertrag steht.

## Karriere
Anthony Huguenin spielte ab 2015 für den EHC Biel und erzielte für diesen in 69 Spielen 27 Scorerpunkte. Zudem kam er bis 2017  zu zehn Einsätzen für die Nationalmannschaft. Im Januar 2017 verließ er den EHC Biel und unterschrieb einen Vertrag bis zum Ende der Saison 2016/17 bei den SCL Tigers. Im Februar 2017 verlängerte er den Kontrakt um zwei weitere Spielzeiten.
Zur Saison 2023/24 wechselte er zum HC La Chaux-de-Fonds.

## Karrierestatistik
(Legende zur Spielerstatistik: Sp oder GP = absolvierte Spiele; T oder G = erzielte Tore; V oder A = erzielte Assists; Pkt oder Pts = erzielte Scorerpunkte; SM oder PIM = erhaltene Strafminuten; +/− = Plus/Minus-Bilanz; PP = erzielte Überzahltore; SH = erzielte Unterzahltore; GW = erzielte Siegtore; 1 Play-downs/Relegation; Kursiv: Statistik nicht vollständig)